# Écureuil géant de Ceylan
Ratufa macroura
Espèce
Statut de conservation UICN

 NT  : Quasi menacé
Statut CITES
L'Écureuil géant de Ceylan  ou Écureuil géant gris  (Ratufa macroura) est une espèce d'écureuil de la famille des sciuridés qui est présent dans le sud de l'Inde et au Sri Lanka.
Il est caractérisé par sa grande taille, ses tête et parties supérieures du corps ainsi que la queue totalement noires ou grisâtres, une bande claire séparant nettement la partie supérieure de la tête du reste du dos, des parties ventrales blanc jaunâtre, les touffes des oreilles très petites et courtes.

## Galerie

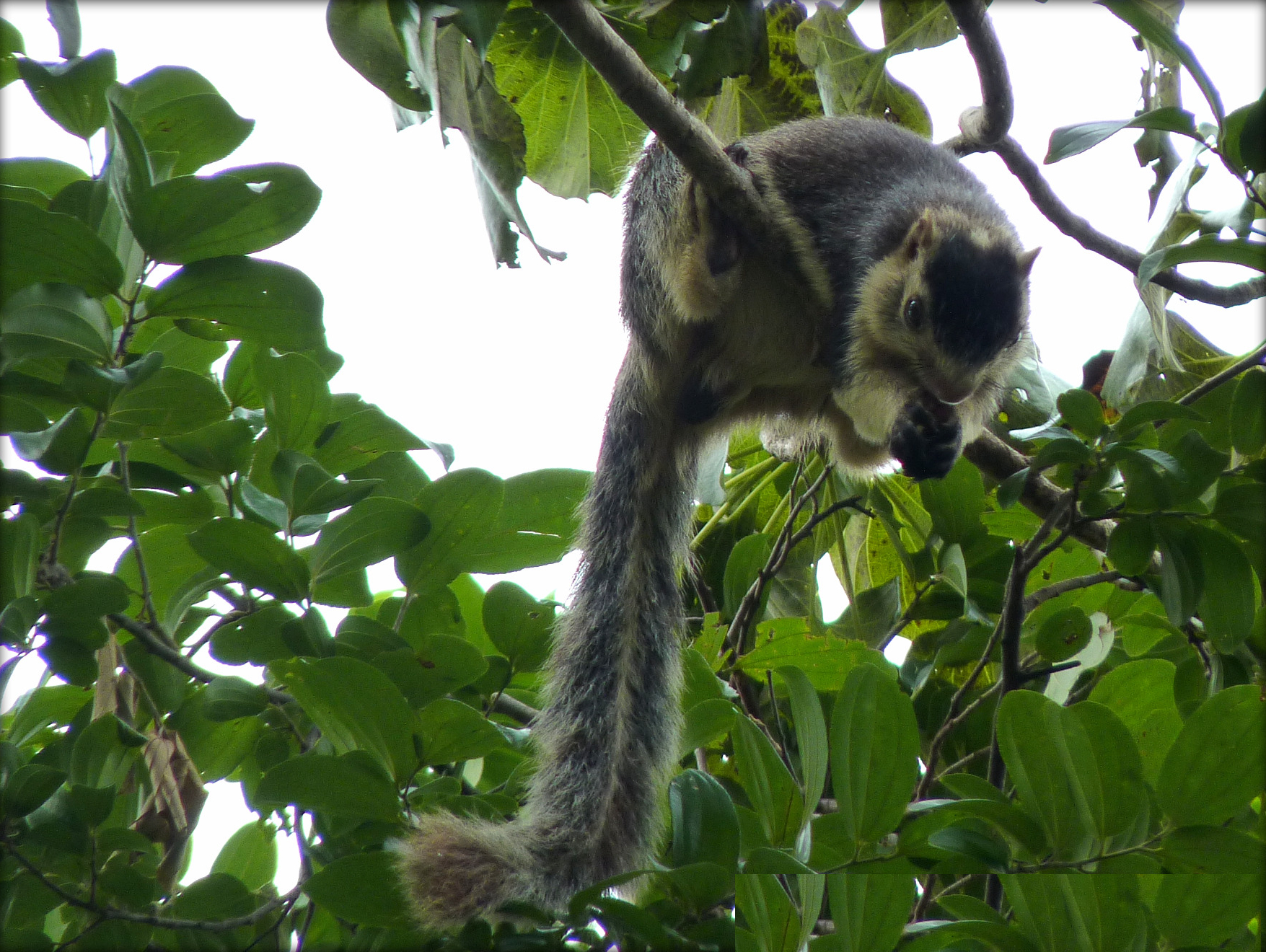
Individu aperçu au sanctuaire de la vie sauvage de la Cauvery, dans le sud de l'Inde.